# Chropyně
Chropyně (in tedesco Chropin) è una città della Repubblica Ceca facente parte del distretto di Kroměříž, nella regione di Zlín.

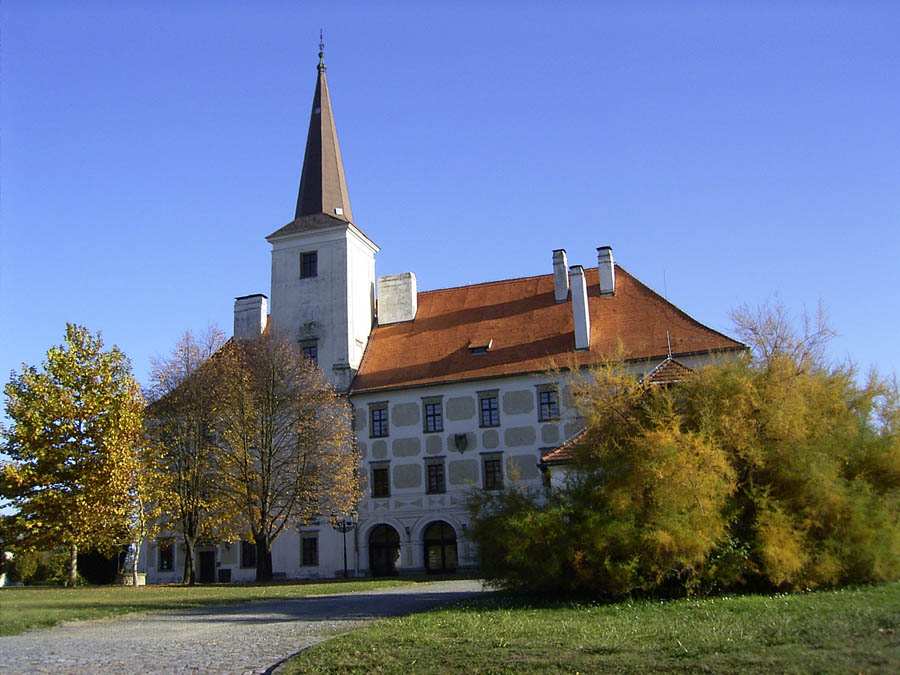
Il castello

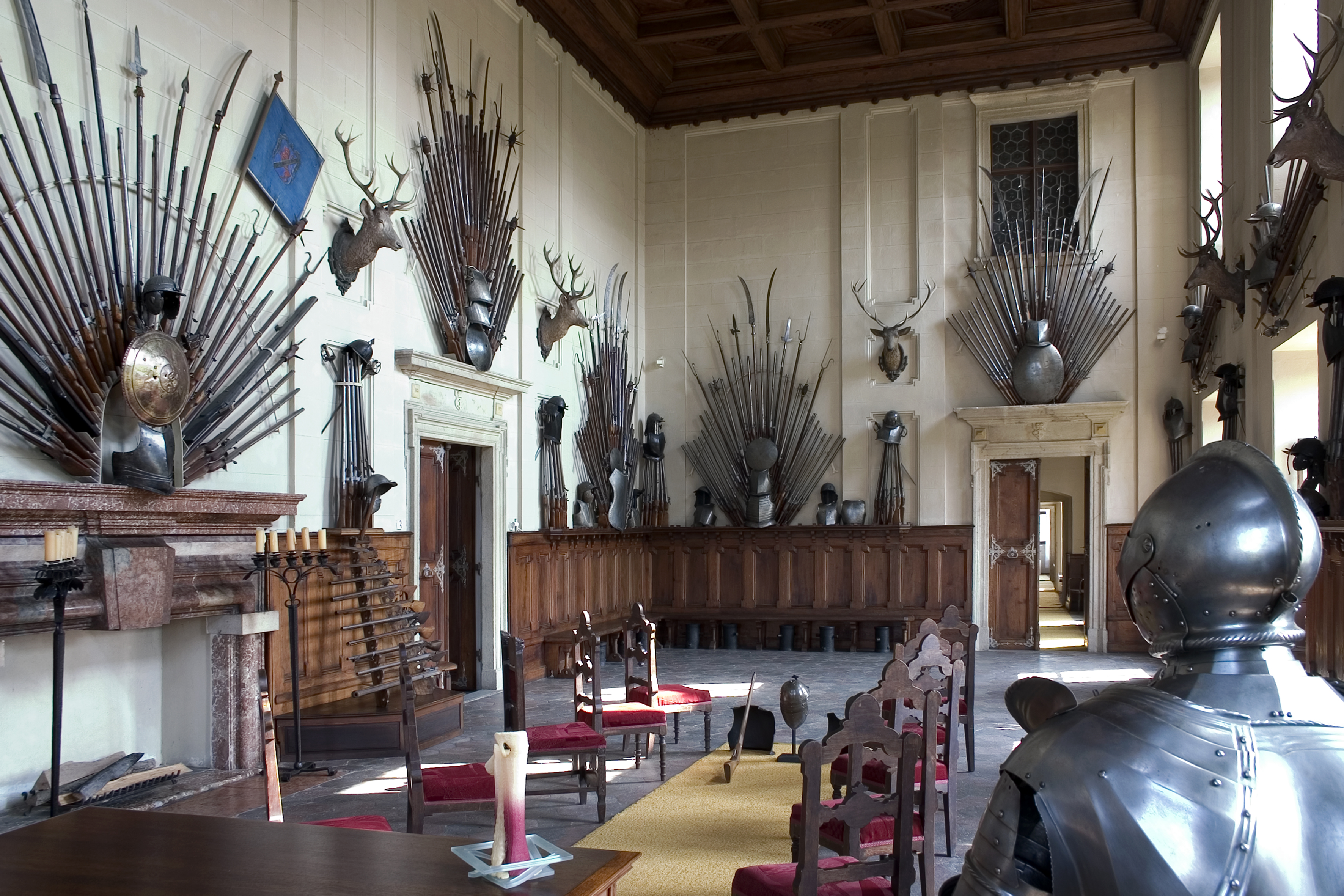
Sala con armi e trofei di caccia

## Il castello di Chropyně
Si tratta di un castello rinascimentale, costruito nel XVI secolo e ristrutturato nel XVII (su disegno dell'architetto ticinese Giovanni Pietro Tencalla), quando divenne proprietà dell'arcivescovo di Olomouc.
Nel XIX secolo fu oggetto di interventi di restauro a cura dell'allora arcivescovo di Olomouc, Friedrich von Fürstenberg.
Gli interni, accessibili alle visite, custodiscono una esposizione permanente di opere del pittore cubista Emil Filla.